# 黑默爾巴赫河
46°54′53″N 7°52′02″E / 46.91485°N 7.86715°E
黑默爾巴赫河是瑞士的河流，位於該國中部，流經盧塞恩州，屬於伊爾菲斯河的右支流，河道全長4.5公里，流域面積4.1平方公里，河口處在特魯布沙亨和埃朔爾茨馬特之間。